# 2005 en Australie
Chronologie de l'Australie
- 2001
- 2002
- 2003
- 2004
- 2005
- 2006
- 2007
- 2008
- 2009

Cet article présente les faits marquants de l'année 2005 en Australie.

## En exercice
- Monarque –  Reine Élisabeth II
- Gouverneur général – Michael Jeffery
- Premier ministre – John Howard

## Évènements
- 9 janvier : Le Premier ministre John Howard s'adresse à la nation pour remercier les forces de police et les volontaires qui aident à la reconstruction de la région dévastée par le tsunami dans l'Océan Indien du 26 décembre 2004[1].

- 11 janvier : Neuf personnes décèdent dans des incendies de végétation en Australie-Méridionale[2].
- 19 février : Le Premier ministre John Howard rencontre et s'entretient avec la Première ministre néo-zélandaise Helen Clark[3].
- 2 avril : Neuf personnes décèdent dans le crash (en) d'un hélicoptère Westland Sea King[4].
- 13 mai : Le scandale concernant la déportation en 2001 dans les Philippines de Vivian Solon (en) éclate au grand jour[5].
- 26 mai : Le National Sorry Day, qui commémore les générations volées d'enfants aborigènes, est renommé en National Day of Healing[6].
- 30 juin : Dissolution de la Aboriginal and Torres Strait Islander Commission (en) qui permettait aux aborigènes de s'impliquer dans les processus gouvernementaux impactant leur vie[7].
- 25 juillet : Le Premier ministre australien rencontre le Premier ministre de l'Irak Ibrahim al-Jaafari[8].
- 27 juillet : Démission de Bob Carr, le Premier ministre de la Nouvelle-Galles du Sud[9].
- 11-12 décembre : Une série d'affrontements raciaux se déroule à Cronulla, près de Sydney[10].

## Culture
- 8 janvier : Le téléthon Australia Unites: Reach Out to Asia est organisé et récolte 20 millions de dollars pour la réponse humanitaire au séisme du 26 décembre 2004 dans l'océan Indien[11]. C'est la première fois que les trois chaines de télévision commerciales se coordonnent pour diffuser l'évènement.

- 13 octobre : Le parlement australien approuve une loi qui donne aux réalisateurs une partie du copyright de leurs films[12].

## Sports
- 19 mars : Le club de basket-ball Sydney Kings bat Illawarra Hawks et remporte ainsi la finale de la National Basketball League[13].
- 26 août : Début du championnat de première division de football sous sa nouvelle appellation, A-League. Lors du premier match, Adelaide United FC gagne 1-0 contre Newcastle United Jets[14].
- 24 septembre : Le club de football australien des Sydney Swans bat les West Coast Eagles et remporte l'Australian Football League[15].
- 2 octobre : Le club de rugby à XIII des Wests Tigers bat les North Queensland Cowboys et remporte la National Rugby League[16].
- 16 novembre : L'équipe masculine de football se qualifie pour la Coupe du Monde 2006 pour la première fois depuis 1974 en battant l'Uruguay[17].

## Décès
- 15 mars : Bob Bellear, premier juge aborigène
- 23 avril : Joh Bjelke-Petersen, plus long Premier ministre du Queensland
- 25 juin : Harry Gibbs (en), juge en chef de la Haute Cour d'Australie
- 3 juillet : Wenten Rubuntja, artiste et activiste aborigène
- 28 août : George Szekeres, mathématicien
- 9 septembre : John Wayne Glover, tueur en série
- 14 octobre : Winifred Mary Curtis, botaniste
- 18 octobre : William Evan Allan, militaire et dernier vétéran australien ayant servi pendant la Première Guerre mondiale
- 3 décembre : Peter Cook (en), sénateur
- 26 décembre : Kerry Packer, magnat des médias